# Ухтред
Ухтред или Утред (англ. Uchtred или Uhtred; убит в 1016 или 1018 году, Вихил, Нортумбрия, Англия) — англосаксонский аристократ, элдормен Нортумбрии с 1006 года. Успешно воевал с шотландцами, в 1013 году без боя подчинился королю Дании Свену Вилобородому. Позже воевал с Кнудом Великим и был убит по его приказу.

## Биография
Ухтред принадлежал к англосаксонской аристократии. Он был сыном Вальтеофа I, занимавшего пост элдормена (королевского наместника) в Берниции — северной части Нортумбрии. Это был пограничный регион англосаксонского королевства, постоянно подвергавшийся атакам с севера (со стороны шотландцев) и с моря (со стороны викингов). Родословную Вальтеофа средневековые авторы возводят к правившему всей Нортумбрией в середине X века Осульфу, а через него — к королю Элле II (погиб в 867 году).
Первое упоминание Ухтреда в источниках относится к 995 году и связано с перенесением мощей Кутберта Линдисфарнского из Честер-ле-Стрит в Дарем: Ухтред помог местному епископу Элдуну со строительством новой церкви, в которой эти мощи должны были храниться. Он женился на дочери Элдуна Эгфриде, приданым которой стали шесть поместий из церковного фонда. В 1006 году, когда шотландцы во главе с королём Малькольмом II вторглись в Нортумбрию и осадили Дарем, Вальтеоф не смог организовать оборону из-за своего преклонного возраста; тогда Ухтред сам собрал войска и разгромил врага. Узнав об этом, король Этельред Неразумный назначил Ухтреда наместником Берниции, не дожидаясь смерти его отца. Вскоре погиб элдормен Дейры Эльфхельм, и его должность тоже досталась Ухтреду, получившему таким образом власть над всей Нортумбрией.
Новый элдормен отослал Эгфриду к отцу и женился на Сиге — дочери датчанина Стира Ульфсона, жившего либо в Дареме, либо в Йорке. Тестю он пообещал убить его заклятого врага по имени Турбранд, но не сдержал слово, так что второй брак, по-видимому, тоже был расторгнут. Король Этельред выдал за Ухтреда свою дочь Эльфгифу. В 1013 году, когда датский король Свен Вилобородый высадился в Северной Англии, наместник Нортумбрии подчинился ему без боя. Через несколько месяцев Свен внезапно умер, датское войско избрало королём его сына, а витенагемот — Этельреда, и Ухтред поддержал последнего. Когда умер и этот король (1016), элдормен заключил союз с его сыном Эдмундом Железнобоким против сына Свена Кнуда Великого и поддерживавшего его эрла Мерсии Эадрика. Ухтред и Эдмунд совместно разграбили часть владений Эадрика; тогда Кнуд двинул армию на север, и Ухтреду пришлось вернуться домой. Он согласился присягнуть на верность датскому королю. Кнуд призвал элдормена к себе в селение Вихил и там приказал его убить по совету Эадрика.
После гибели Ухтреда Нортумбрия снова распалась: Берницию контролировал брат убитого Эдвульф, а Дейру — союзник Кнуда, ярл Эйрик Хаконссон из Норвегии.

## Потомки
Первая жена, Эгфрида, родила Ухтреду сына Эалдреда (умер в 1038), который отомстил убийце отца. На одной из пяти дочерей Эалдреда женился датчанин Сивард, закрепившийся благодаря этому браку на севере Англии; соответственно сын Сиварда Вальтеоф, последний англосаксонский граф, обезглавленный при Вильгельме Завоевателе, по-видимому, приходился Ухтреду правнуком.
Во втором браке, с Сиге, появились на свет Эадульф (умер в 1041) и Госпатрик. Третья жена, дочь Этельреда Неразумного Эльфгифу, стала матерью Эалдгифы, жены Малдреда — брата шотландского короля Дункана I. По этой линии внуком Ухтреда мог быть ещё один Госпатрик, основатель шотландского графского рода Данбаров.

## В культуре
Британский писатель Бернард Корнуэлл, по его собственным словам, является потомком Ухтреда, и это стало одной из причин, по которым он начал писать свои «Саксонские хроники» (цикл исторических романов о борьбе англосаксов с викингами). В этом цикле, а также в снятых по его мотивам телесериале «Последнее королевство» и фильме «Последнее королевство: Семь королей должны умереть» действует персонаж по имени Ухтред; правда, действие происходит не в XI веке, а раньше, в эпоху Альфреда Великого.